# ریچارد بارونز
ریچارد بارونز (انگلیسی: Richard Barrons؛ زادهٔ ۱۷ مهٔ ۱۹۵۹) فرد نظامی اهل بریتانیا است. وی همچنین برندهٔ جوایزی همچون نشان حمام و نشان امپراتوری بریتانیا شده‌است.